# Столкновение Млечного Пути и галактики Андромеды
Столкновение Млечного Пути и галактики Андромеды (M31), двух крупнейших галактик в Местной группе, как предполагают, случится приблизительно через 4,5 миллиарда лет. Оно часто используется как пример такого типа феноменов при симуляции столкновений галактик.

## Модель столкновения
Как и при всех таких столкновениях, маловероятно, что объекты вроде звёзд, содержащихся в каждой галактике, действительно столкнутся друг с другом из-за малой концентрации вещества в галактиках и крайней удалённости объектов друг от друга. К примеру, ближайшая к Солнцу звезда, Проксима Центавра, находится на расстоянии примерно в 4,22 светового года от Земли, что в 277 000 раз больше расстояния от Земли до Солнца. Для сравнения: если бы Солнце было размером с монету диаметром в 2,5 сантиметра, то ближайшая звезда находилась бы на расстоянии 718 километров.
Маловероятны и столкновения планетных систем, размеры их (миллиарды километров) всё ещё малы в сравнении с межзвездными расстояниями (десятки триллионов километров). Но при относительно частых и быстрых в сравнении с сегодняшними сближениях звёзд возможны нарушения стабильности кометных облаков Оорта и появления множеств блуждающих межзвёздных комет, а при сближениях звёзд до одного светового года и меньше возможны проходы звёзд и их планетных систем через соседние облака Оорта, что может привести к пролётам и иногда к падениям комет на планеты с огромными скоростями до нескольких сотен км/сек.
Исходя из расчётов, звёзды и газ галактики Андромеда будут видны невооружённым глазом примерно через три миллиарда лет. В результате столкновения галактики в течение примерно одного—двух миллиардов лет сольются в одну гигантскую галактику. Для новообразованной галактики предлагались различные названия, к примеру Млекомеда.

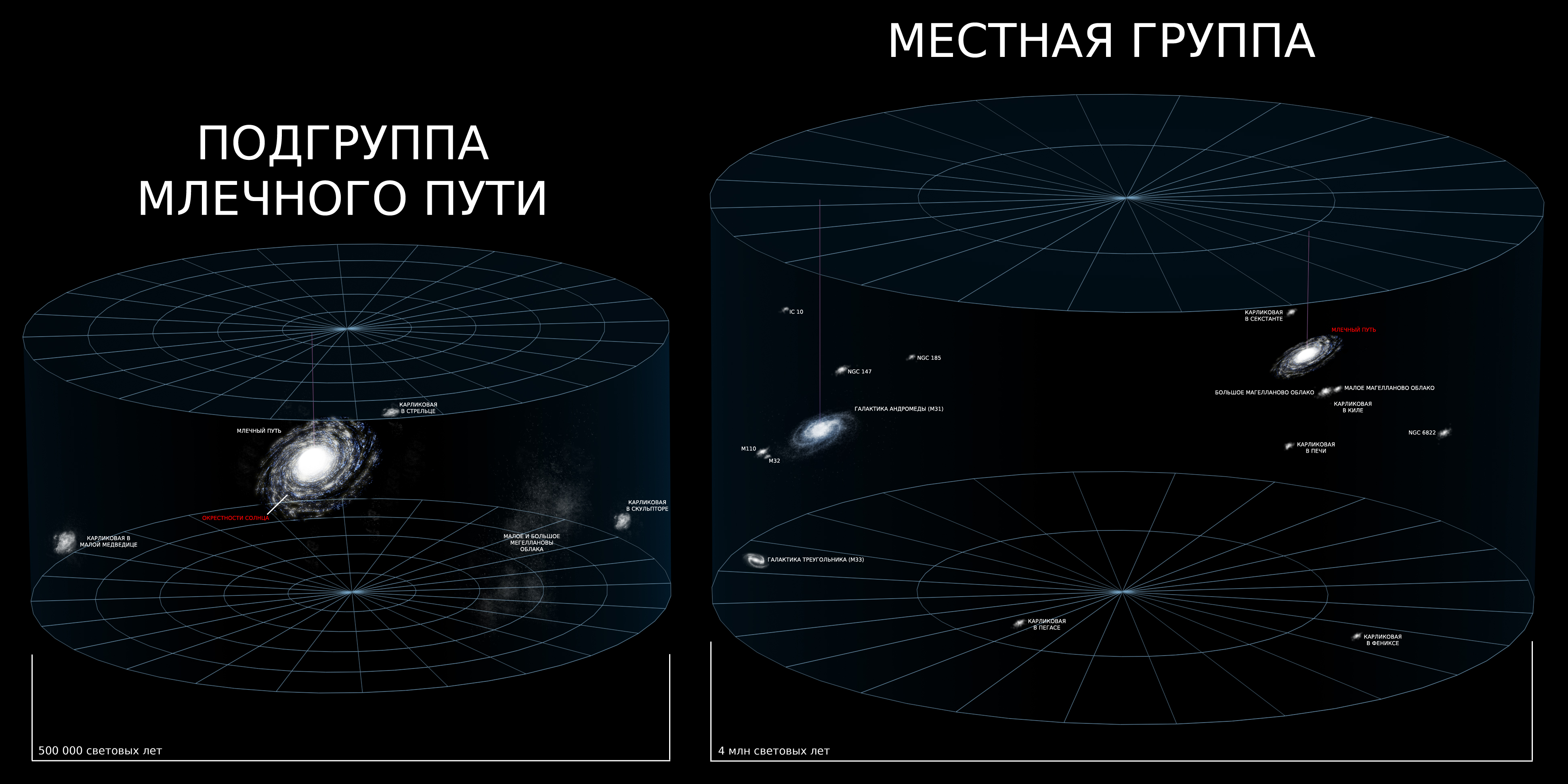
Андромеда и Млечный Путь в Местной группе

## Вероятность столкновения

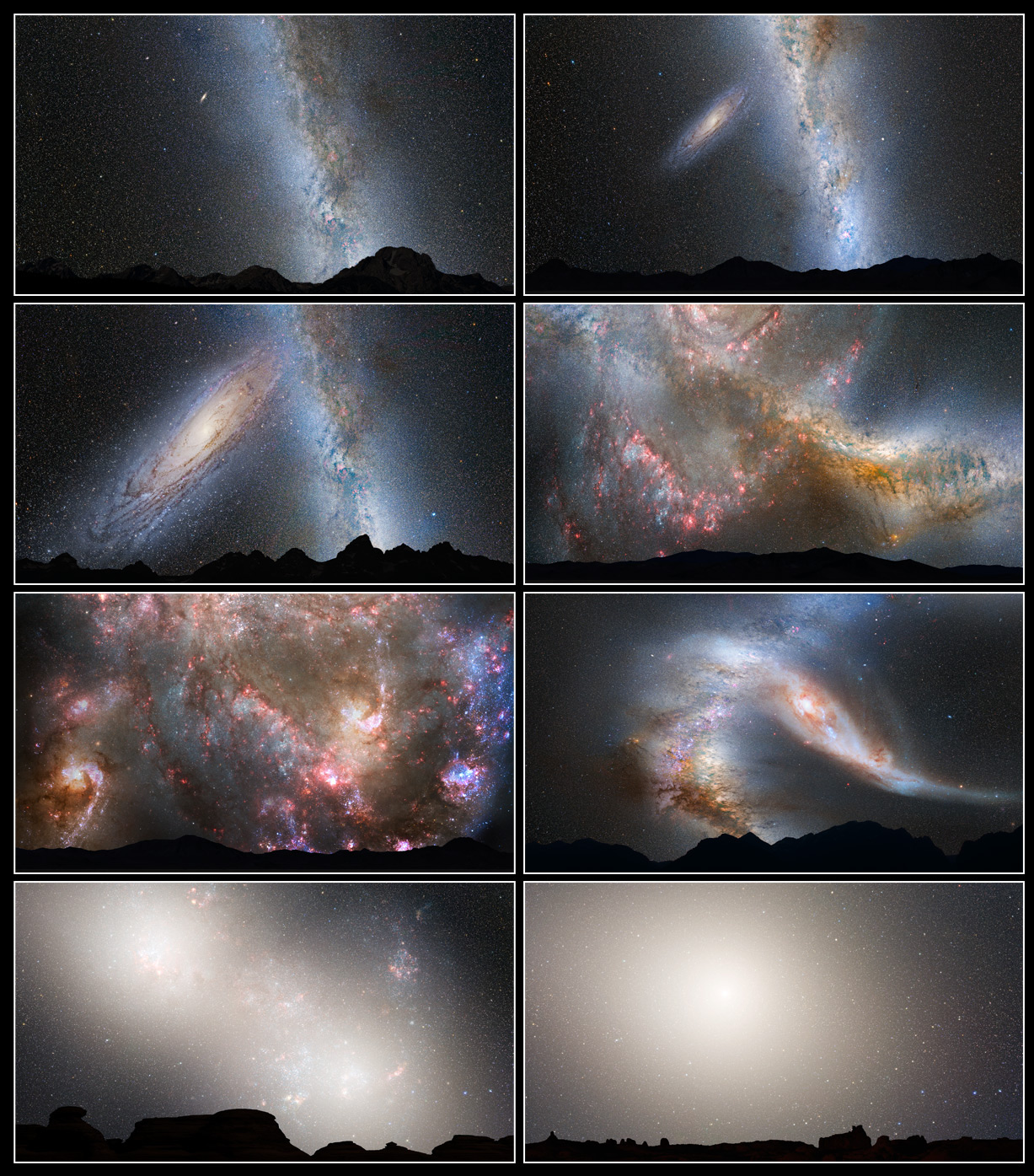
Примерно так будет выглядеть столкновение при виде с поверхности Земли. Смотреть картинки необходимо по строкам, слева направо

В данный момент точно не известно, произойдёт столкновение или нет. Радиальная скорость галактики Андромеды относительно Млечного Пути может быть измерена с помощью изучения доплеровского смещения спектральных линий от звёзд галактики, но поперечная скорость (или «собственное движение») не может быть прямо измерена. Таким образом, известно, что галактика Андромеды приближается к Млечному Пути со скоростью около 120 км/с, но произойдёт ли столкновение или галактики просто разойдутся, выяснить пока нельзя. На данный момент, наиболее точные косвенные измерения поперечной скорости показывают, что она не превышает 100 км/с. Это предполагает, что по крайней мере гало тёмной материи двух галактик столкнутся, даже если не произойдёт столкновения самих дисков. Запущенный Европейским космическим агентством в 2013 году космический телескоп Gaia уточнил местоположения звёзд галактики Андромеды для уточнения поперечной скорости.
Фрэнк Саммерс из Научного института космического телескопа создал компьютерную визуализацию предстоящего события, основанную на исследовании профессора Криса Мигоса из Case Western Reserve University и Ларса Хернквиста из Гарвардского университета.
Согласно опубликованным в сентябре 2014 года данным, по одной из моделей, через 4 миллиарда лет Млечный Путь «поглотит» Большое и Малое Магеллановы Облака, а через 5 миллиардов лет сольётся с Туманностью Андромеды. По другим расчётам, галактики столкнутся по касательной через 4,7 млрд лет.
Такие столкновения — относительно обыкновенное явление: туманность Андромеды, к примеру, столкнулась в прошлом по крайней мере с одной карликовой галактикой, как и наша Галактика.

## Возможные последствия столкновения для Солнечной системы
Проявления этого столкновения будут происходить крайне медленно и могут быть вообще не замечены с Земли невооружённым глазом. Вероятность какого-либо непосредственного воздействия на Солнце и планеты мала. Но, с другой стороны, не исключено, что во время столкновения Солнечная система силами гравитации будет целиком выброшена из новой галактики и станет странствующим межгалактическим объектом. Это не вызовет негативных последствий для Солнечной системы, если не считать постепенного исчезновения звёздного неба. От межгалактической радиации, возможно, сможет защитить нас магнитосфера Солнца. Вероятность вылета из диска Млечного Пути во время первого этапа столкновения сегодня оценивается в 12 %, а вероятность захвата Андромедой — в 3 %. К тому времени гораздо большее значение для жизни на Земле будет иметь эволюция Солнца и последующее превращение его в красного гиганта через 5—6 миллиардов лет.